# عبد الله بن سعود بن محمد بن عبد العزيز آل سعود
الأمير عبد الله بن سعود بن محمد بن عبد العزيز آل سعود. والده هو سعود بن محمد بن عبد العزيز آل سعود الملقب بشاعر القرن ومن أعمدة أسرة أل سعود،[بحاجة لمصدر] والدته هي الأميرة موضي بنت محمد بن سعود الكبير بن سعود بن فيصل آل سعود، وجده هو الأمير محمد بن عبد العزيز بن سعود بن فيصل آل سعود وجدته هي الأميرة منيرة بنت عبد الرحمن بن فيصل آل سعود شقيقة الملك عبد العزيز بن عبد الرحمن آل سعود

## حياته
ولد الأمير عبد الله بن سعود بن محمد بن عبد العزيز آل سعود عام 1968م الموافق ل 1388هـ وحصل على بكالوريوس في العلوم العسكرية من كلية الملك خالد العسكرية عام 1991م وعمل ضابطا في القطاع العسكري حتى رتبة ملازم أول ومن ثم انتقل إلى العمل بمجلس الأمن الوطني لعدة سنوات بعد ذلك تفرع للأعمال الحرة وهو من أحد رجال الأعمال بالمملكة.

## اسرته
متزوج من الاميرة سلطانة بنت فيصل بنت غصاب المنديل .
متزوج من الاميرة العنود بنت سليمان بن ممدوح ال علي.

### أبناؤه
1. الأمير سعد بن عبد الله بن سعود بن محمد ال سعود متزوج من كريمة صاحب السمو الأمير خالد بن عبدالله بن سعود بن فرحان آل سعود. [1]

1. الأمير سعود بن عبد الله بن سعود بن محمد ال سعود

1. الأمير سلطان بن عبد الله بن سعود بن محمد ال سعود

1. الأمير شقران بن عبد الله بن سعود بن محمد ال سعود

1. الأمير فيصل بن عبد الله بن سعود بن محمد ال سعود

### بناته
1. الاميرة سارة بنت عبد الله بن سعود بن محمد ال سعود

1. الاميرة نوف بنت عبد الله بن سعود بن محمد ال سعود

1. الاميرة عريب بنت عبد الله بن سعود بن محمد ال سعود متزوجة من الأمير فهد بن منصور بن ناصر بن عبدالعزيز. [2]

1. الاميرة موضي بنت عبد الله بن سعود بن محمد ال سعود

1. الاميرة هلا بنت عبد الله بن سعود بن محمد ال سعود

1. الاميرة رسيس بنت عبد الله بن سعود بن محمد ال سعود

احدى كريماته متزوجة من الأمير سعود بن تركي بن فهد بن سعود الكبير 

## أعماله
قام بالعمل في عدة مناصب في القطاع الخاص من بينها:
- رئيس مجلس إدارة مجموعة الأحلام القابضة منذ عام 1998م
- رئيس مجلس إدارة شركة فنادق ومنتجعات الأحلام الوطنية منذ عام 1998م
- رئيس مجلس إدارة شركة الأحلام للسياحة البحرية 1998م
- رئيس مجلس إدارة شركة الفرن العالمي المحدودة منذ عام 2020م
- رئيس اللجنة السياحية بالغرفة التجارية الصناعية بجدة منذ عام 2010 م[4]
- رئيس لجنة قطاع الخدمات بالغرفة التجارية بجدة منذ عام 2011م
- رئيس اللجنة التنفيذية لمهرجان أبحر الجنوبية لفترتين متتاليتين 2007م-2008م
- رئيس اللجنة التنفيذية لسباق كاس العالم للزوارق السريعة لفترتين متتاليتين عام2007م -2008 م[5]
- رئيس اللجنة التنظيمية لمعرض القوارب واليخوت الدولي الذي تم تنظيمه بجدة لفترتين متتاليتين عام2009م -2010 م
- رئيس اللجنة الاستشارية لمنظمي الرحلات السياحية بهيئة السياحة بالمملكة من عام 2008- حتى عام 2011 م
- رئيس اللجنة التنفيذية لمهرجان جدة غير للعام 1432هـ
- عضو مجلس التنمية السياحية بمنطقة مكة المكرمة من عام 2010م
- عضو مجلس التنمية السياحية بمنطقة جازان منذ عام 2010م
- عضو اللجنة التنفيذية لمركز تسويق جدة منذ عام 2011م
- رئيس ملتقى جدة للسياحة والترفيه في دورته الأولى للعام 2017م[6]
- رئيساً للاتحاد السعودي للرياضات البحرية بالهيئة العامة للرياضة للعام 2018 م[7]
- رئيس مجلس السياحة والثقافة بالغرفة التجارية الصناعية بجدة منذ عام 2020م

## نشاطاته
داعم للمبادرات والانشطة المختلفة بالمجتمع مثل سباق الخيل وحضور عدد من فعاليات ومنتديات
```
تخصيص مكافئات شهرية للميزين في سباقات الرياضات البحرية المشاركين في البطولات الخارجية
[
9
]
```

## شهادات وأوسمة
1. شهادة شكر وتقدير من رئاسة الحرس الوطني على ما قام به سموه الأمير من جهد واداء الواجب المناط به.[10]
2. شهادة (نوط المعركة) من رئيس الحرس الوطني السعودي عن المشاركة الفعالة في معركة تحرير الكويت 1411 هـ
3. شهادة (وسام تحرير الكويت) مقدمة من امير دولة الكويت تقديرا للأعمال الجليلة والمساهمة في حرب تحرير الكويت.
4. شهادة تقدير من الدرجة الثالثة من الإدارة العامة لمكافحة المخدرات على ما قام به سموه من جهد واداء الواجب المناط به في مجال مكافحة المخدرات.
5. كرم أكثر من مره من صاحب السمو الملكي الأمير خالد الفيصل امير منطقة مكة المكرمة مقابل جهوده في تنشيط القطاع السياحي بالمنطقة.[11]
6. وكذلك كرم أكثر من مره من صاحب السمو الملكي الأمير سلطان بن سلمان رئيس هيئة السياحة السعودية نظرا لمشاركته ومساهمته في خطط تطوير وتشجيع السياحة والرياضات بالمملكة[10]
7. كرم من صاحب السمو الملكي الأمير محمد بن ناصر بن عبد العزيز امير منطقة جازان على عمله ومساهمته بتنشيط السياحة في منطقة جازان.
8. كرم من صاحب السمو الملكي الأمير عبد العزيز بن ماجد بن عبد العزيز أمير المدينة المنورة على إقامته عدة مشروعات بمحافظة ينبع وتشجيعه للسياحة الداخلية.[6]
9. منح الأمير "عبد الله بن سعود " وسام السياحة العربية من الدرجة الأولى[12][13]